# Zweite Schlacht von Mantineia
Die Zweite Schlacht von Mantineia wurde im Jahr 362 v. Chr. zwischen den von Theben angeführten Böotern und ihren Verbündeten (darunter den arkadischen Städte Tegea und Megalopolis) einerseits und Sparta, Athen und ihren Bundesgenossen (darunter den übrigen Arkadischen Städten um Mantineia) andererseits ausgetragen. Sie markiert das Ende der thebanischen Hegemonie über Griechenland.
Unmittelbarer Anlass war der Konflikt um die Spaltung des Arkadischen Bundes, die tiefere Ursache der Streit um die seit der Schlacht bei Leuktra 371 v. Chr. bestehende Vorherrschaft Thebens.
Keine der beiden Seiten ging als eindeutiger Sieger aus der Schlacht bei Mantineia hervor, in der Thebens überragender Heerführer Epameinondas getötet wurde. Zwar waren wohl die Verluste der von den Spartiaten geführten Truppen größer, doch war Theben außerstande, seine Verluste zu ersetzen. Am schwersten aber wog der Tod des Siegers von Leuktra. Der Konflikt wurde daraufhin aufgrund allseitiger Kriegsmüdigkeit mit einem Allgemeinen Frieden beendet, der einerseits die Autonomie und Gleichberechtigung aller Griechenstädte festschrieb (und die Unabhängigkeit Messeniens von Sparta bestätigte), andererseits jeder Stadt erlaubte, diejenigen Gebiete zu behalten, die sie bei Ende der Kampfhandlungen besaß. Von 362 bis zum Auftreten des Königs Philipp II. von Makedonien gab es keinen eindeutigen Hegemon mehr in Griechenland.
Der Althistoriker Hermann Bengtson sah in der Schlacht und im Jahr 362 eine Epochengrenze, da sich damals das Versagen der griechischen Polis manifestiert habe. Keine von ihnen sei in der Lage gewesen, durch eine Hegemoniebildung Griechenland politisch neu zu ordnen. Vielmehr hätten sich die Poleis im Kampf aller gegen alle verbraucht. Auch gemeinsam seien sie zu einer solchen Neuordnung nicht fähig gewesen, da letztlich weder der panhellenische Gedanke noch die Idee des Allgemeinen Friedens zu einer konstruktiven Politik geführt hätten.